# Lexington Challenger 2023
Il Lexington Challenger 2023 è stato un torneo di tennis professionistico maschile e femminile. È stata la 28ª edizione del torneo maschile, facente parte della categoria Challenger 75 nell'ambito dell'ATP Challenger Tour 2023, con un montepremi di 80 000 $. È stata invece la 26ª edizione del torneo femminile, facente parte della categoria W60 con un montepremi di 60 000 $. Si è giocato dal 31 luglio al 6 agosto 2023 sui campi in cemento del Top Seed Tennis Club di Lexington, negli Stati Uniti.

## Singolare maschile

### Partecipanti

#### Teste di serie
| Nazionalità   | Giocatore       | Ranking* | Testa di serie |
| ------------- | --------------- | -------- | -------------- |
| Francia       | Arthur Cazaux   | 141      | 1              |
| Stati Uniti   | Steve Johnson   | 190      | 2              |
| Taipei cinese | Wu Tung-lin     | 195      | 3              |
| Corea del Sud | Hong Seong-chan | 206      | 4              |
| Stati Uniti   | Tennys Sandgren | 214      | 5              |
| Australia     | Dane Sweeny     | 230      | 6              |
| Australia     | Adam Walton     | 247      | 7              |
| Australia     | Enzo Couacaud   | 264      | 8              |

* Ranking al 24 luglio 2023.

### Altri partecipanti
I seguenti giocatori hanno ricevuto una wild card per il tabellone principale:
- Martin Damm
- Cannon Kingsley
- Joshua Lapadat

Il seguente giocatore è entrato in tabellone con il ranking protetto:
- Christian Harrison

I seguenti giocatori sono entrati in tabellone come alternate:
- Ulises Blanch
- Nathan Ponwith

I seguenti giocatori sono passati dalle qualificazioni:
- Philip Sekulic
- Aidan Mayo
- Stefan Dostanic
- Yuki Mochizuki
- Justin Boulais
- Tristan Boyer

## Punti e montepremi
| Torneo    | Torneo              | V      | F     | SF    | QF    | 2T    | 1T  | Q | Q2  | Q1  |
| Singolare | Punti               | 75     | 50    | 30    | 16    | 7     | 0   | 4 | 2   | 0   |
| Singolare | Premi in denaro ($) | 10,840 | 6,355 | 3,780 | 2,200 | 1,300 | 780 | – | 390 | 200 |
| Doppio    | Punti               | 75     | 50    | 30    | 16    | –     | 0   | – | –   | –   |
| Doppio    | Premi in denaro ($) | 4,645  | 2,700 | 1,630 | 965   | –     | 545 | – | –   | –   |

## Campioni

### Singolare maschile
Steve Johnson ha sconfitto in finale  Arthur Cazaux con il punteggio di 7–6(5), 6–4.

### Singolare femminile
Renata Zarazúa ha sconfitto in finale  Caroline Dolehide con il punteggio di 1–6, 7–6(4), 7–5.

### Doppio maschile
Eliot Spizzirri /  Tyler Zink hanno sconfitto in finale  George Goldhoff /  Vasil Kirkov con il punteggio di 4–6, 6–3, [10–8].

### Doppio femminile
Alexis Blokhina /  Ava Markham hanno sconfitto in finale  Olivia Gadecki /  Dalayna Hewitt con il punteggio di 6–4, 7–6(1).